# 島津久厚
島津 久厚（しまづ ひさあつ、大正7年（1918年）10月8日 - 平成26年（2014年）8月2日）は、日本の実業家。第23代学習院院長、丸十産業社長、島津茶園会長、島津山林会長。都城島津氏28代当主。宮崎県都城市出身。位階は正五位。戦前における爵位は男爵。その他、栄典として紺綬褒章、藍綬褒章、旭日重光章受章。元宮崎県公安委員会委員長、日本赤十字社理事などの公職を歴任した。宗派は神道

## 家系
始祖・資忠は島津氏4代当主忠宗の六男にあたる。代々日向都城3万9千6百余石を領する。明治24年（1891年）特旨を以って華族に列し男爵を授けられた。

## 経歴
男爵島津久家の長男として生まれる。学習院高等科、東京帝国大学農学部卒業。
1942年（昭和17年）陸軍技術将校となる。その後1947年（昭和22年）に丸十産業、1948年（昭和23年）には島津山林、さらに1969年（昭和44年）に島津茶園を設立した。1993年（平成5年）から2002年（平成14年）までは学習院院長を務めた。
このほか学習院桜友会第4代目会長、宮崎交通、宮崎放送などの取締役を、過去には宮崎県体育協会会長、宮崎県公安委員・公安委員長、日本林業経営者協会会長、日本赤十字社理事も歴任するなど、日本や郷土の発展に重要な役割を果たしており、紺綬褒章、藍綬褒章を受章した。
2005年（平成17年）度までに、都城島津氏の所蔵する史料総計約1万点を都城市に寄贈し、国の重要文化財の指定を目指していた。
2014年（平成26年）8月2日、急性心不全のため死去。95歳没。叙正四位。

## 妻子
- 妻・穣子(本多猶一郎(侍従[5]長女、1925年4月30日生[2])
  - 長男・久和(1955年8月10日生[2])
  - 次男島津久友[2]
  - 長女・砂田宏子(砂田重民長男重博妻、1947年1月18日生[2])
  - 二女・堀越陽子(丸文会長堀越穀一妻、1950年9月28日生[2])
  - 三女・竹内光子(1953年3月19日生[2])
  - 四女・辻節子(1957年4月3日[2])